# Tiuniewo
Tiuniewo (ros. Тюнево) – wieś (sieło) w Rosji, w obwodzie tiumeńskim, w rejonie niżnietawdińskim. W 2010 liczyła 1201 mieszkańców.